# Raymond Langston
Raymond Langston es un personaje de ficción encarnado por Laurence Fishburne de la serie de televisión CSI: Crime Scene Investigation, emitida por la cadena CBS.
«Ray» se unió al programa en la novena temporada, luego de la partida de Gil Grissom, interpretado por William Petersen. El nombre del personaje está tomado del nombre del último hijo de Fishburne, Langston.

## Biografía
Raymond nació en Seúl, Corea del Sur. Su padre, un soldado y veterano de la guerra de Corea, era un hombre sumamente violento que gustaba de la lucha y los campos de batalla, esto es algo que perturba a Langston considerablemente. En aquel país obtuvo un doctorado y se convirtió en médico. Un compañero de trabajo en su hospital fue conocido como el «Ángel de la muerte», asesinando a veintisiete pacientes. Las pruebas se presentaron ante él, pero nunca las pudo juntar. Escribió un libro llamado In front of my eyes ('En frente de mis ojos'), donde narra aquellas experiencias, que fue leído no solo por Grissom, sino que también por el Dr. Tom Loman (CSI: Miami). Posteriormente, se convirtió en un profesor de universidad, pero continuó trabajando a medio tiempo como cirujano. Fue por esta capacidad, que entró en contacto con el equipo CSI, ya que el departamento estaba investigando una serie de asesinatos conectados a un asesino en serie que ingresó a las charlas universitarias de Ray. Luego de la conclusión del caso, Grissom anima a Langston a unirse al Departamento de Policía de la Unidad de Las Vegas, como CSI Nivel 1.
Su primer día de trabajo en el CSI no fue fácil, su inexperiencia en la toma de huellas dactilares, manejo de cuerpos e incluso en las relaciones con los sospechosos generó diversas críticas contra su persona, como la de Riley Adams que encaró a Ray cuando intentó golpear a un padre mientras agredía a su hijo. Debió incluso cortar su elegante corbata, al transferir material del cuerpo de una víctima por incineración, ya que ahora esta se transformaría en prueba. También recibió una fría acogida de David Hodges, que todavía estaba sentido tras la salida de Gil Grissom, aunque con la invitación de Ray a su persona a un pequeño experimento lo hizo cambiar de parecer. Sin embargo, el equipo lo acepta como uno de los suyos, invitándolo a una cena con ellos. Se revela que algo conoce de chino mandarín. En una oportunidad, Ray y su compañera CSI Riley Adams fueron mantenidos como rehenes a raíz de un tiroteo en un tranquilo barrio de Las Vegas, acabando todo satisfactoriamente cuando Riley logró controlar a los secuestradores. Se vio obligado a matar a un sospechoso en defensa propia. En la décima temporada se puede ver que Langston ha tomado numerosos cursos de criminalística, incluso con dinero de su propio bolsillo, llevando esto a que sea ascendido a CSI Nivel 2. Al término de la temporada 10, es apuñalado por el asesino en serie Nate Haskell en los últimos minutos del episodio final. Su estado será un misterio durante las vacaciones de temporada.
En el principio de la temporada 11 muestran como Langston fue apuñalado por Nate Hashkell y es llevado al hospital junto a su agresor por los golpes que recibió de los guardias tras el ataque hacia Ray. Raymond pierde un riñón y Hashkell es devuelto a su prisión, tras esto Raymond vuelve a su trabajo como CSI. Tras varios capítulos, Langstone es enviado a declarar contra Nate Hashkel en un nuevo juicio que se le concedió. Tras el juicio, el cual declaró a Nate como culpable, Hashkell escapa gracias a la ayuda de sus novias, quienes van muriendo de una en una en los siguientes capítulos. Tras esto Hashkell mata al nuevo marido de su exmujer Gloria en Los Ángeles y la secuestra dejando pistas para Raymond. Luego Raymond busca incansablemente hasta encontrar la antigua casa de Nate Hashkell en donde se encontraban Gloria y el mismo Nate. Raymond sin muchos problemas mata Nate de forma despiadada y rescata a Gloria.
En el episodio final de la temporada 11, el departamento de Asuntos Internos está investigando lo sucedido con el Dr. Langstone, cuando se le pregunta si él asesinó a Hashkell; este episodio finaliza antes de que el dr. Langstone responda.
En el primer capítulo de la temporada 12 se conoce que El Dr. Raymond Langstone vive en Baltimore con Gloria tras finalizar la investigación en su contra de la que salió absuelto de todos los cargos y abandonando su puesto en el laboratorio criminal de Las Vegas.
Langston tiene muchos y variados intereses y aficiones. Disfruta de la música blues, tiene experiencia en artes marciales, y monta en una motocicleta.

## Crossover
Laurence Fishburne fue invitado como estrella especial en los shows de CSI: Miami y CSI: NY en la décima temporada de CSI, en los episodios transmitidos en la semana del 9 de noviembre de 2009. Esto le da la distinción de ser uno de los dos actores en el reparto principal de un programa de CSI en aparecer en los tres shows de la franquicia CSI, tras David Caruso como el Teniente Horatio Caine. La actriz Amanda MacDonald, quien encarna a Madeline Briggs, también apareció en los tres shows, pero ella no es miembro del reparto principal de la serie. También lo hizo Seamus Dever, quien encarnó al Detective Kevin Ryan en Castle, pero él sólo fue estrella invitada en los tres shows.